# 馬塞羅·甘迪尼
馬塞羅·甘迪尼（義大利語：Marcello Gandini，1938年8月26日—2024年3月13日）是著名意大利裔汽車設計師，曾效力於貝爾托集團，跟傳奇汽車設計師喬蓋托·喬治亞羅和機械工程師出身的萊昂納多·菲奧拉萬蒂齊名，其最得意的代表作為林寶堅尼Countach。他是二十五位世紀汽車設計師之一。

## 早年生活

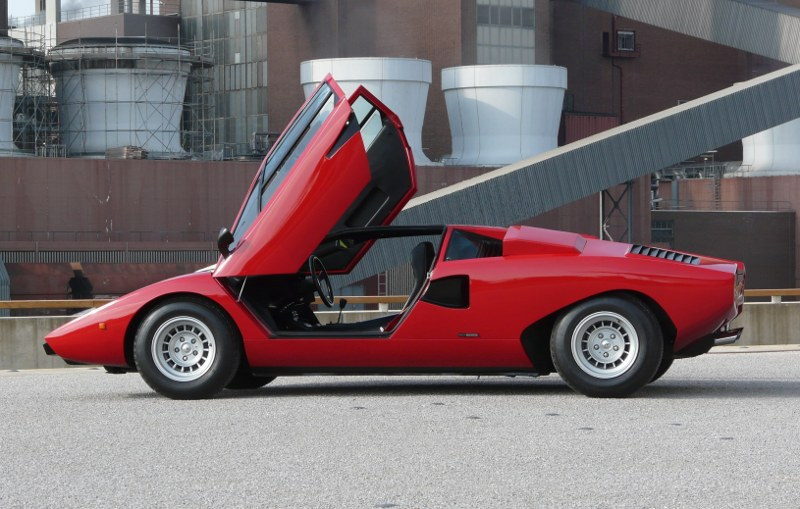
林寶堅尼Countach LP400

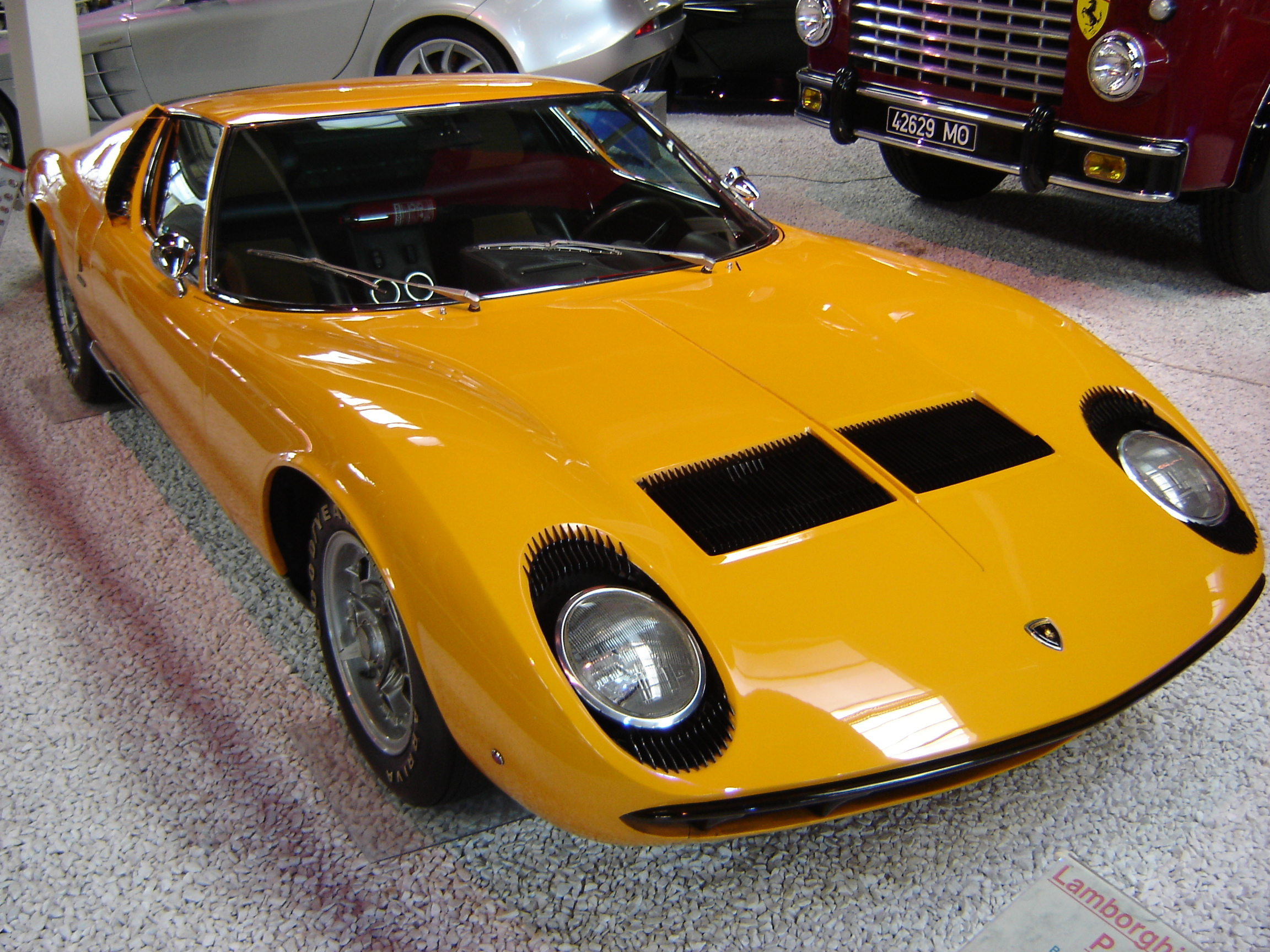
林寶堅尼MiuraS

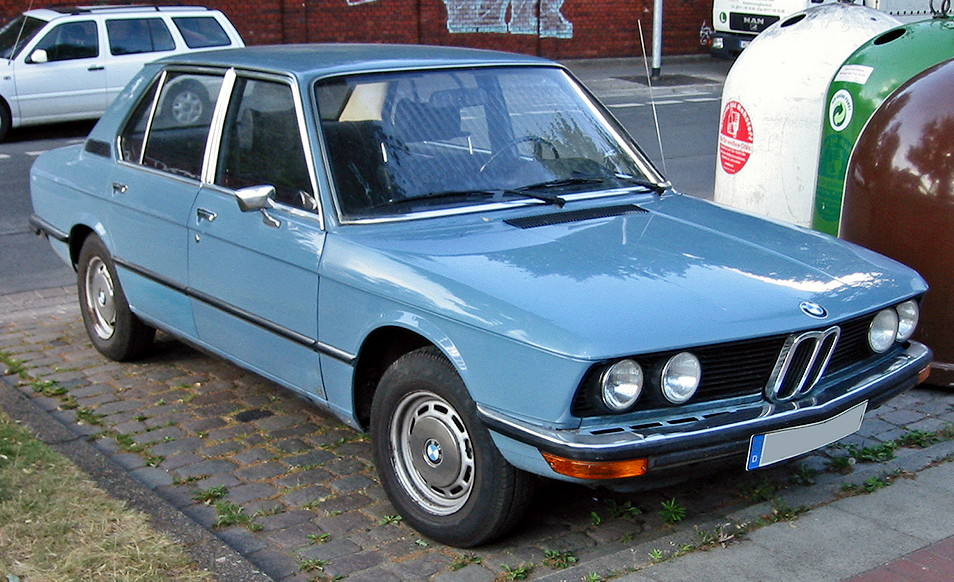
第一代BMW 5系列

馬塞羅於1938年8月26日在意大利都靈出生，父親是位管弦樂團的指揮。1963年，他向努西奥·貝爾托（貝爾托集團的創辦人）自薦，但是被當時司職首席設計司的喬蓋托·喬治亞羅拒絕了。兩年後，喬蓋托辭任，馬塞羅獲聘，並在貝爾托集團工作了14年 。
他創立了Stile Bertone部門，並且出任該部門的總經理，工作室設於卡普列，專門負責汽車造型和原型車的打造。
他設計了很多經典的車款，包括：林寶堅尼Miura、林寶堅尼Countach、第一代BMW 5系列、先進BX、雷諾5等。
除了設計汽車之外，他亦涉略建築設計和直昇機的機身造型等領域。
== 作品 ==

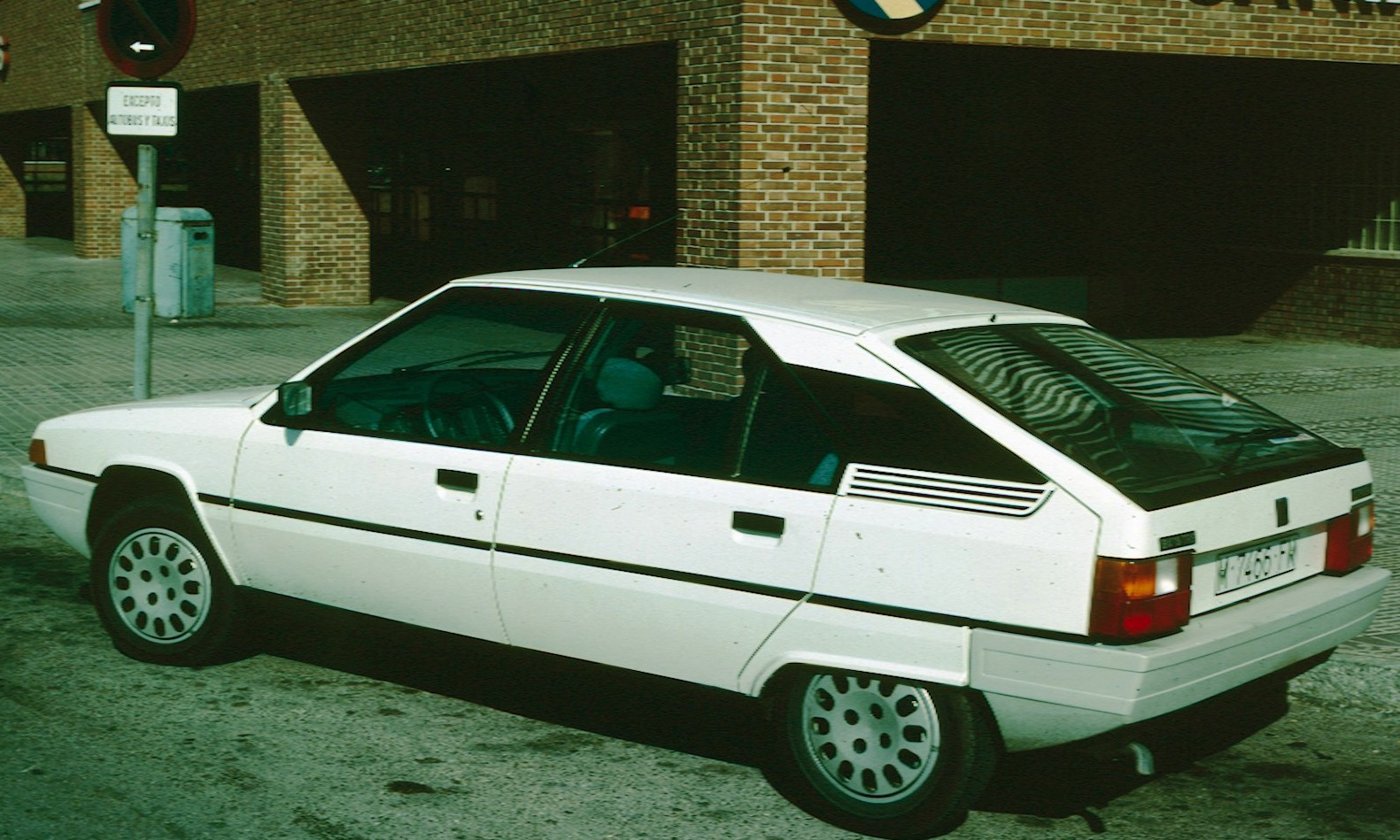
先進BX

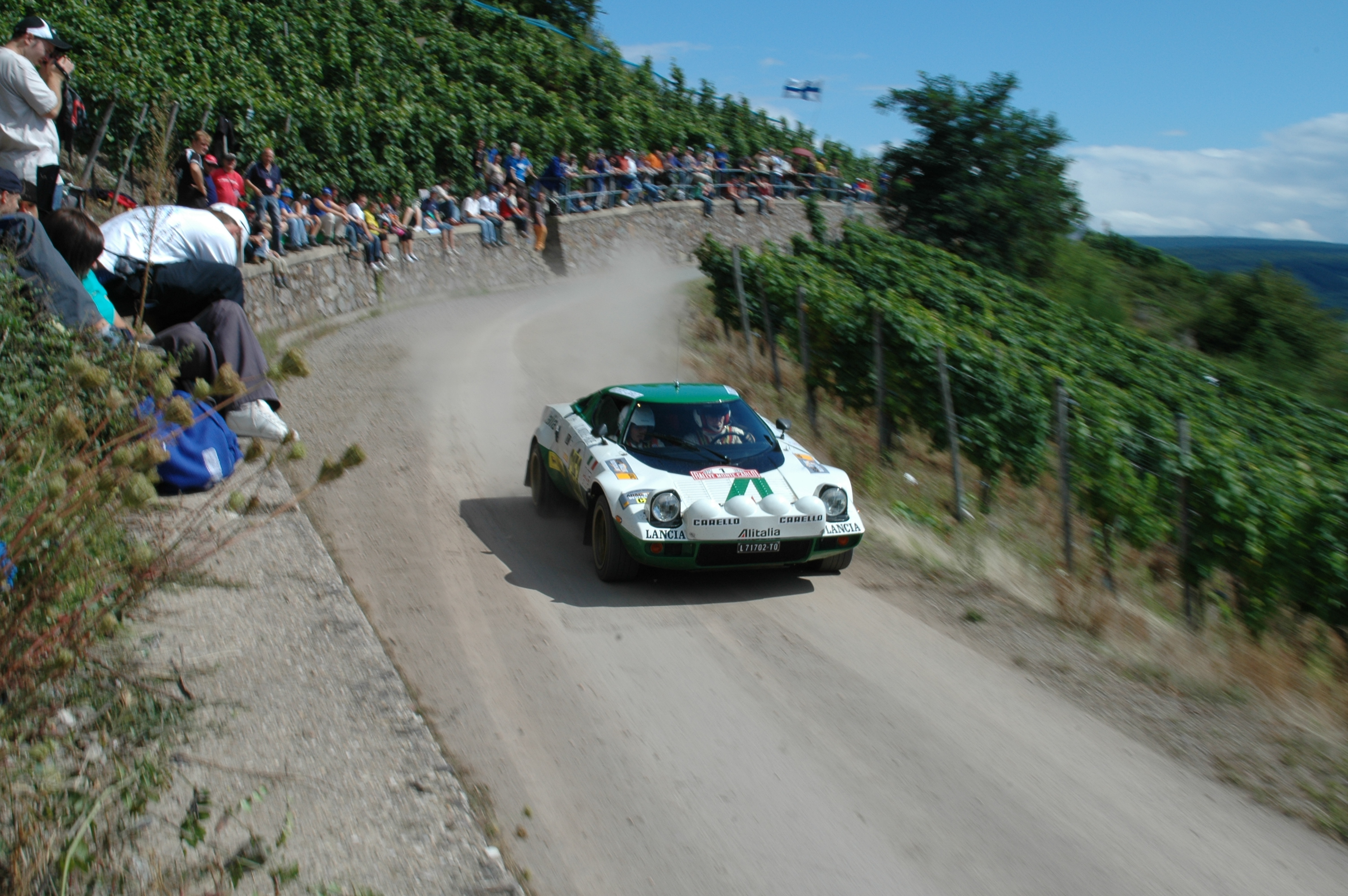
領先Stratos越野賽車

- 阿尔法·罗密欧Montreal（英语：Alfa Romeo Montreal）
- 阿尔法·罗密欧Carabo（英语：Alfa Romeo Carabo）[3]
- 奥迪50（英语：Audi 50）
- Autobianchi A112（英语：Autobianchi A112）
- Autobianchi A112 Runabout（英语：Autobianchi A112 Runabout）
- Bertone Pirana（英语：Bertone Pirana）
- 宝马 5系列
- 布佳迪EB 110
- 雪铁龙BX（英语：Citroën BX）
- Citroën GS Camargue（英语：Citroën GS Camargue）
- Cizeta-Moroder V16T（英语：Cizeta-Moroder V16T）
- De Tomaso Pantera（英语：De Tomaso Pantera）
- 法拉利Dino 308GT4（英语：Ferrari Dino）
- 菲亚特125（英语：Fiat 125）
- 菲亚特128（英语：Fiat 128）
- 菲亚特132（英语：Fiat 132）
- 菲亚特Dino（英语：Fiat Dino）
- 菲亚特X1/9（英语：Fiat X1/9）
- Innocenti Mini（英语：Innocenti Mini）
- Iso Lele（英语：Iso Lele）
- 兰博基尼Bravo（英语：Lanborghini Bravo）
- 兰博基尼Countach[3]
- 兰博基尼P140（英语：Lamborghini P140）
- 兰博基尼鬼怪
- 兰博基尼Espada（英语：Lamborghini Espada）
- 兰博基尼Jarama（英语：Lamborghini Jarama）
- 兰博基尼Miura
- 兰博基尼Urraco（英语：Lamborghini Urraco）
- 兰博基尼Marzal（英语：Lamborghini Marzal）
- 蓝旗亚Stratos Zero（英语：Lancia Stratos Zero）
- 蓝旗亚Stratos（英语：Lancia Stratos）[3]
- 瑪莎拉蒂坎辛（英语：Maserati Khamsin）
- 瑪莎拉蒂西洛可（英语：Maserati Ghibli）
- 瑪莎拉蒂Quattroporte
- 瑪莎拉蒂夏马（英语：Maserati Shamal）
- 日产APX
- NSU Trapeze（英语：NSU Trapeze）
- Perodua Kancil（英语：Perodua Kancil）
- 保时捷911
- Reliant FW11（英语：Reliant FW11）
- 雷諾5 Turbo（英语：Renault 5 Turbo）
- 雷诺5
- 雷诺Magnum（英语：Renault Magnum）
- 第一代大众波罗
- 沃尔沃Tundra（英语：Volvo Tundra）

## 外部連結
- Fiat X1/9 web site （页面存档备份，存于）
- BMW Designers  Marcello Gandini on the page with an overview of automotive designers working for BMW.